# Slovo o objevení ostatků sv. Klimenta
Slovo o objevení ostatků sv. Klimenta (staroslověnsky: Slovo na prenesenie moštem preslavnago Klimenta), zvané též Chersonská legenda, je původně staroslověnská legenda, jejímž autorem byl pravděpodobně Konstantin Filozof (sv. Cyril). Text napsal někdy v 9. století, přičemž vyloučit nelze ani jeho velkomoravský původ. Problém určení původu a autorství ovšem spočívá v tom, že se text zachoval jen v pozdních, nekvalitních opisech z 15. až 16. století. Byl pořízen latinský překlad textu, jehož autorem byl Anastáz Knihovník. Tento latinský překlad se zračí v textu známém jako Italská legenda. Ta je neznámější verzí původního Konstantinova textu. Legenda popisuje, jak Cyril a Metoděj společně u Chersonu (dnešní Ukrajina) objevili ostatky mučedníka Klimenta Římského a odvezli je do Říma (876).